# Förenta nationernas klimatpanel
Förenta nationernas klimatpanel (Intergovernmental Panel on Climate Change, IPCC) är FN:s organ för att sammanfatta och bedöma vetenskapen relaterad till den globala uppvärmningen.
Panelen sammanställer regelbundet forskningsrapporter om den globala uppvärmningen, konsekvenser, sårbarhet och möjliga lösningar. Panelens sjätte rapport, första delrapporten, släpptes i augusti 2021 och sammanfattade 14 000 forskningsstudier med hjälp av 78 000 kommentarer från experter och myndigheter.
IPCC fick Nobels fredspris 2007.

## Uppdrag
IPCC framställer rapporter som citeras flitigt i debatter om global uppvärmning och organisationen är en auktoritet i frågor som rör den globala uppvärmningen.
IPCC utför ingen egen forskning utan dess uppgift är att framställa utvärderingar av forskningsläget rörande den globala uppvärmningen. Rapporterna är baserade på kvalitetsgranskade underlag som genomgått kollegial utvärdering och publicerats i internationella, vetenskapliga tidskrifter. Baserat på dessa anser IPCC det fastställt att den pågående globala uppvärmningen till största delen är antropogen, det vill säga härrörande från mänsklig verksamhet, främst sådan som innebär ökning av atmosfärens halt av koldioxid.
IPCC ska analysera – på ett uttömmande, objektivt, öppet och transparent sätt – den vetenskapliga, tekniska och socioekonomiska information som är relevant för att förstå den vetenskapliga grunden till den globala uppvärmningen, dess möjliga påverkan och möjligheter till anpassning och mildring av effekterna.
Utifrån tre tydliga arbetsgrupper görs de återkommande utvärderingarna. Klimatpanelens första utvärdering gjordes 1990 och kom att utgöra grunden för den klimatkonvention som antogs 1992. Förnyade utvärderingar gjordes 1995, 2001, 2007 och 2014. 2018 utgavs en specialrapport om möjligheterna att begränsa uppvärmningen till 1,5 grad.
De tre arbetsgrupperna avger vid utvärderingarna var sin delrapport. En av delrapporterna behandlar de fysikaliska och kemiska vetenskapliga grunderna kring klimatförändringar. En andra delrapport gäller effekterna av klimatförändringar och den tredje samhällets möjligheter att motverka klimatförändringarna eller anpassa sig till dem.
Arbetet mellan utvärderingarna är organiserat i så kallade kontaktpunkter (Focal Points). I Sverige är det SMHI (Sveriges meteorologiska och hydrologiska institut) som är Sveriges nationella kontaktpunkt och därmed upprätthåller kontakterna gentemot IPCC:s sekretariat i Genève. Fram till 2013 var Naturvårdsverket Sveriges kontaktpunkt. Sveriges representant i IPCC via SMHI är professor Markku Rummukainen från Lunds universitet.

## Rapporter
FN:s klimatpanel IPCC har sedan den inrättades 1988 sammanställt forskningsläget inom klimatforskningen och publicerat flera uppmärksammade rapporter om klimatet. De rapporter som framför allt fått stor uppmärksamhet är IPCC:s sammanfattande klimatrapporter ("Assessment reports"). Dessa har publicerats 1990, 1995, 2001, 2007, 2014 och 2021–2022.

### IPCC AR6 Klimat i förändring 2023 – Syntesrapport
IPCC:s syntesrapport som släpptes i mars 2023 visade att många klimateffekter är värre än vad som förutspåddes i den tidigare syntesrapporten från 2014. Enligt rapporten förändras klimatet allt snabbare. Tekniken och lösningarna för att hejda uppvärmningen finns men det politiska ledarskapet saknas.
En längre informell sammanfattning av slutsatser finns hos SMHI, som har rollen som nationell kontaktpunkt för IPCC. En svensk översättning av syntesrapportens sammanfattning för beslutsfattare utgavs våren 2023.

### IPCC AR6 2021-2022
I augusti 2021 presenterade IPCC rapporten Klimat i förändring 2021: Den naturvetenskapliga grunden (eng. Climate Change 2021: The Physical Science Basis) som var den första av tre delrapporter i den sjätte utvärderingsrapporten (eng. Sixth Assessment Report, AR6). I delrapporten hänvisas till över 14 000 vetenskapligt granskade artiklar. Arbetsgruppen som tog fram rapporten har bestått av 234 forskare och experter som dessutom har tagit hänsyn till totalt 79 007 kommentarer från regeringar, forskare och experter. I delrapportens första stycke slås fast att "Det är otvetydigt att mänsklig påverkan har värmt upp atmosfären, havet och landmassan. Det har skett omfattande och snabba förändringar i atmosfären, havet, kryosfären och biosfären." Det här är en mycket starkare skrivning från klimatpanelen jämfört med tidigare rapporter. Panelen slår fast att det är helt klarlagt att människans aktiviteter har orsakat den globala uppvärmning som observeras.
I denna första arbetsgruppsrapport beräknas att 50-årshändelser (extrema värmehändelser på land som inträffade en gång vart 50:e år i ett klimat utan mänsklig påverkan) i nutid troligen inträffar 4,8 gånger på 50 år, när den globala uppvärmningen är cirka 1 °C sedan industrialiseringen, och förväntas inträffa 13,9 gånger på 50 år om den globala uppvärmningen stiger till 2 °C.
Enligt rapporten är det bara möjligt att undvika en uppvärmning på 1,5 °C eller 2 °C om massiva och omedelbara minskningar av utsläppen av växthusgaser görs. I en förstasidesartikel beskrev The Guardian rapporten som IPCC:s "skarpaste varning hittills" för "stora oundvikliga och irreversibla klimatförändringar", ett budskap som upprepas av många tidningar såväl som politiska ledare och aktivister runt om i världen.
Den andra arbetsgruppen inom AR6 presenterade i februari 2022 rapporten Klimat i förändring 2022: Effekter, anpassning och sårbarhet. Den beskriver flera effekter på naturen som är oåterkalleliga, eller är på gränsen till att bli det.
I april 2022 presenterades den tredje arbetsgruppens rapport Klimat i förändring 2022: Att begränsa klimatförändringen. Den säger att utsläppen av växthusgaser sannolikt måste kulminera och vända nedåt senast 2025 för att den globala uppvärmningen  ska kunna begränsas till 1,5 °C. Utan en förstärkning av klimatpolitiken utöver den som hade implementerats vid slutet av 2020 beräknas en  global uppvärmning på mellan 2,2 och 3,5°C (3,0°C väntevärde) inträffa innan år 2100.
En avslutande syntesrapport för AR6 förväntas publiceras vid årsskiftet 2022/23.

### IPCC AR5 2014
2014 presenterade IPCC sin femte rapport. Rapporten sa bland annat att "Uppvärmningen av klimatsystemet är otvetydig, och sedan 1950-talet har många av de observerade förändringarna saknat motstycke under decennier till årtusenden". Det är extremt troligt (95–100% sannolikhet) att mänskligt inflytande var den dominerande orsaken till den globala uppvärmningen mellan 1951 och 2010. Rapporten varnade för att ökande omfattningar av den globala uppvärmningen ökar sannolikheten för allvarliga, genomgripande och irreversibla effekter.

### IPCC AR4 2007
Under 2007 presenterade IPCC sin fjärde sammanfattande rapport. Rapporten menade att det var åtminstone 90% säkert att mänskliga aktiviteter ligger bakom uppvärmningen som beräknades till ca 0,75 °C de senaste 100 åren. Rapporten slog fast att temperaturförändringar av den här storleken har förekommit tidigare i jordens historia, men aldrig så snabbt och inte under så korta tidsperioder. Den stora skillnaden jämfört med 2001 var en större säkerhet i slutsatserna om att mänsklig verksamhet är den främsta orsaken till uppvärmningen. Rapporten slog också fast att effekterna av uppvärmningen på klimatet och naturen redan är markanta med fler översvämningar, extrema värmeböljor, smältande glaciärer, etc. Klimatpanelen konstaterade även att förändringarna går fortare än väntat.
Enligt rapporten går världen mot en global klimatkatastrof om inte radikala åtgärder vidtas för att minska utsläppen och därmed bromsa uppvärmningen. Ökningen av utsläppen av växthusgaser måste stanna av senast 2015, annars blir det omöjligt att begränsa den genomsnittliga temperaturökningen till max 2,0 °C fram till år 2100. 2,0 °C uppvärmning ansågs vara den kritiska nivån för att förhindra en temperaturökning på 3–4 °C eller ännu mer. IPCC menade att en sådan temperaturökning skulle få ödesdigra konsekvenser, och panelen underströk att den fattiga delen av jordens befolkning skulle drabbas hårdast. Rapportens författare ansåg med andra ord att det måste vara slutdebatterat om orsakerna till att jordens medeltemperatur höjs.
Uppvärmningen under det kommande seklet beräknas globalt bli mellan 1,8 och 4,5 °C, i värsta fall ända upp till 6,4 °C. Särskilt sommartid väntas temperaturökningen bli mycket hög, kanske så mycket som 7-8 °C. Störst väntas uppvärmningen bli i polartrakterna och tundraregionerna men även exempelvis Medelhavsområdet kommer troligen att bli hårt drabbat av uppvärmningen. Mer konkret betyder det att den genomsnittliga julitemperaturen i till exempel Aten blir ungefär lika hög som i centrala Saharaöknen idag. Under FN:s klimatkonferrens på Bali i december 2007 presenterades ny data som visar att perioden 1998-2007 globalt är den varmaste tioårsperioden som man någonsin registrerat och 11 av de 13 varmaste åren har registrerats sedan 1995. Enligt Röda korset noterades också rekordmånga väderrelaterade naturkatastrofer under 2007.
I januari 2010 avslöjades en bluffrapport om att Himalayas glaciärer kommer att ha hunnit smälta bort år 2035, vilket var en av panelens prognoser i rapporten från 2007. Panelen erkände att en bristfällig källgranskning hade begåtts och att den detaljen således var byggd på spekulationer.

### IPCC AR3 2001
IPCC:s tredje rapport släpptes 2001. Rapporten observerar bland annat att jordens yta värms upp och att 1990-talet sannolikt är det varmaste decenniet som mätts. Det mesta av den observerade uppvärmningen är sannolikt (mer än 66% sannolikhet) på grund av mänskliga aktiviteter.

### IPCC AR2 1995
IPCC:s andra rapport presenterades 1995. Rapporten visade att forskningen tyder på ett tydligt mänskligt inflytande på det globala klimatet. Stora framsteg gjordes sedan 1990 när det gällde att skilja mellan naturlig och antropogen klimatpåverkan. 

### IPCC AR1 1990
IPCC:s första rapport kom 1990 och la grunden för FN:s klimatkonvention. Rapporten menade att det är säkert att utsläpp från mänskliga aktiviteter avsevärt ökar koncentrationerna av växthusgaser i atmosfären, vilket resulterar i ytterligare uppvärmning av jordens yta. Rapporten förutspådde att om ingenting gjordes skulle den globala medeltemperaturen öka med cirka 0,3 °C per decennium under 2000-talet.
Inför förhandlingarna om FN:s klimatkonvention och Riokonferensen 1992 förutsågs ett behov av uppdaterad information inom vissa områden. IPCC utarbetade därför ett supplement till 1990 års rapport som publicerades 1992.

## Organisation
IPCC är en mellanstatlig organisation som etablerades 1988 av två FN-organ, Meteorologiska världsorganisationen (WMO) och FN:s miljöprogram (UNEP). 195 av världens länder är medlemmar i IPCC.
Ordförande för IPCC är sedan 28 juli 2023 den brittiske energiforskaren Jim Skea. Hans föregångare var den koreanske ekonomen Hoesung Lee, vald 2015. Tidigare ordföranden har varit den indiske ekonomen Rajendra Pachauri (2002–2015), den brittiske kemisten Robert Watson (1997–2002) och den svenske meteorologen Bert Bolin (1988–1997).